# Остролесе
Остролесе (пол. Ostrolesie) — село в Польщі, у гміні Шамотули Шамотульського повіту Великопольського воєводства.
У 1975-1998 роках село належало до Познанського воєводства.